# Чудові мости
Чудові мости (болг. Чудните мостове) — це унікальне архітектурне творіння природи, знаходиться за 80 кілометрів на південь від міста Пловдив та за 35 кілометрів на північний захід від міста Чепеларе. Розташована ця унікальна пам'ятка природи в середніх Родопах на хребті Чернатиця, що в річці Айдарско дере.
Чудові мости отримали свою назву через неповторність та природну вишуканість композиції. Загалом це дві величезні арки в мармуровій скелі, що з'єднують береги річки. Утворилося це диво природи внаслідок активної пробивної дії води, що своєю силою та тиском спочатку пробила карстову печеру, яка внаслідок землетрусу обвалилася, а руйнівна сила водної стихії вимила каміння й таким чином утворилися мости.
Арки різні за величиною та місцем розташування. Великий міст в довжину 96 метрів, ширина його від 12 до 15 метрів, в свою чергу глибина арки — 45 метрів, а ширина сягає 43 метрів. Вона відгороджена мармуровим блоком, в стіні якого є дві, з'єднані між собою печери, а також багато карстових пустот, де знаходять собі прихисток птахи. З рослинного світу ці скелі облюбувала відома багатьом місцевим мешканцям родопська троянда — бузково-блакитна квітка, що полюбляє затінені кам'янисті схили, на яких розростається цілими колоніями.
Менший міст знаходиться на відстані 200 метрів від першої арки вниз по течії річки. Його довжина становить 60 метрів, а висота сягає 50 метрів, в той час, як цей же параметр у арки — 30 метрів. На відміну від попереднього утворення, цей міст нагадує більше довгий тунель, ніж арку, оскільки він від входу поступово звужується і наприкінці вихід настільки вузький, що, радше, нагадує щілину.
З 1949 року це природне диво перебуває під захистом держави.

## Зображення

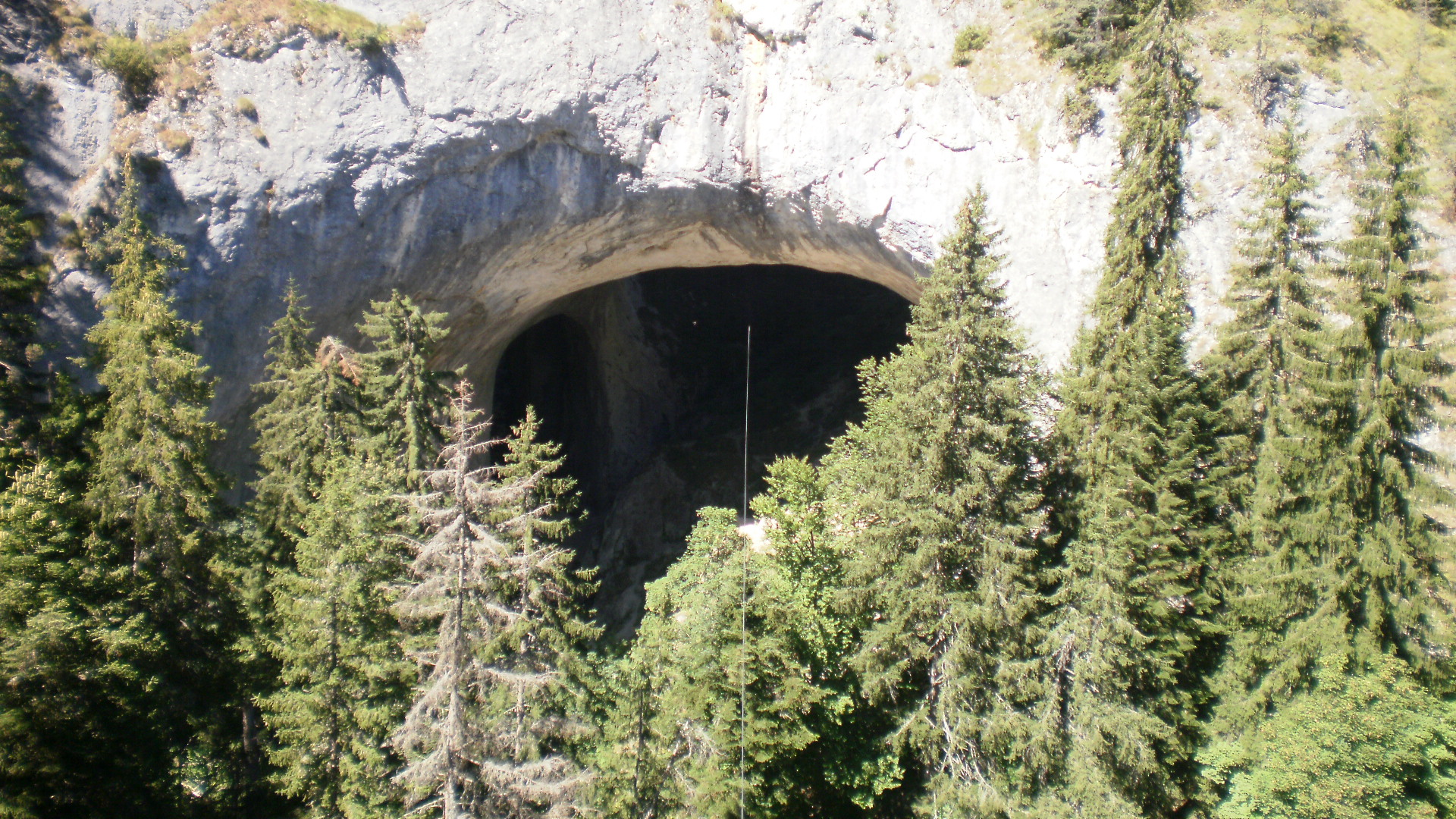
Чудові мости. 2015 рік.
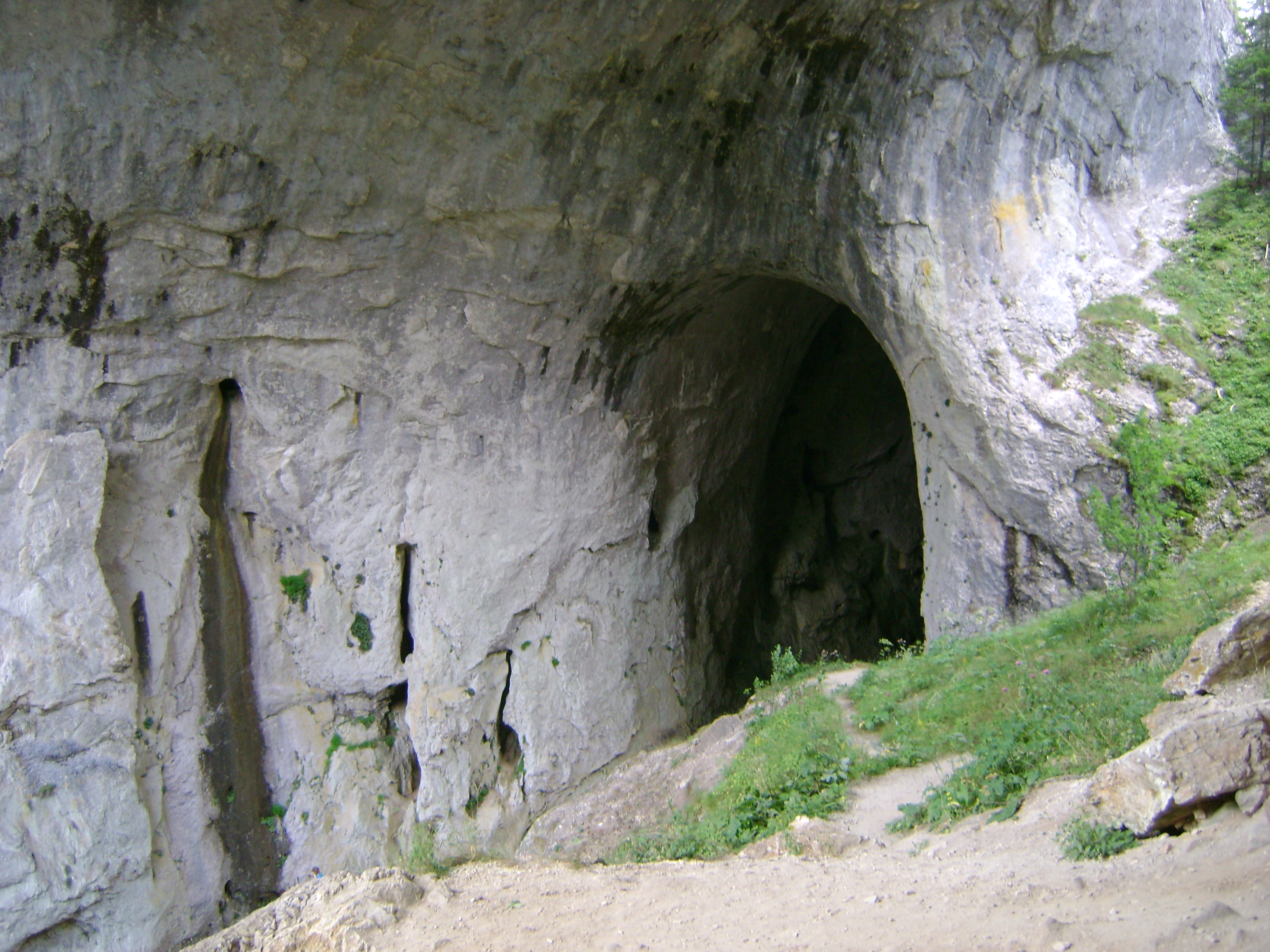
Частина Малого мосту
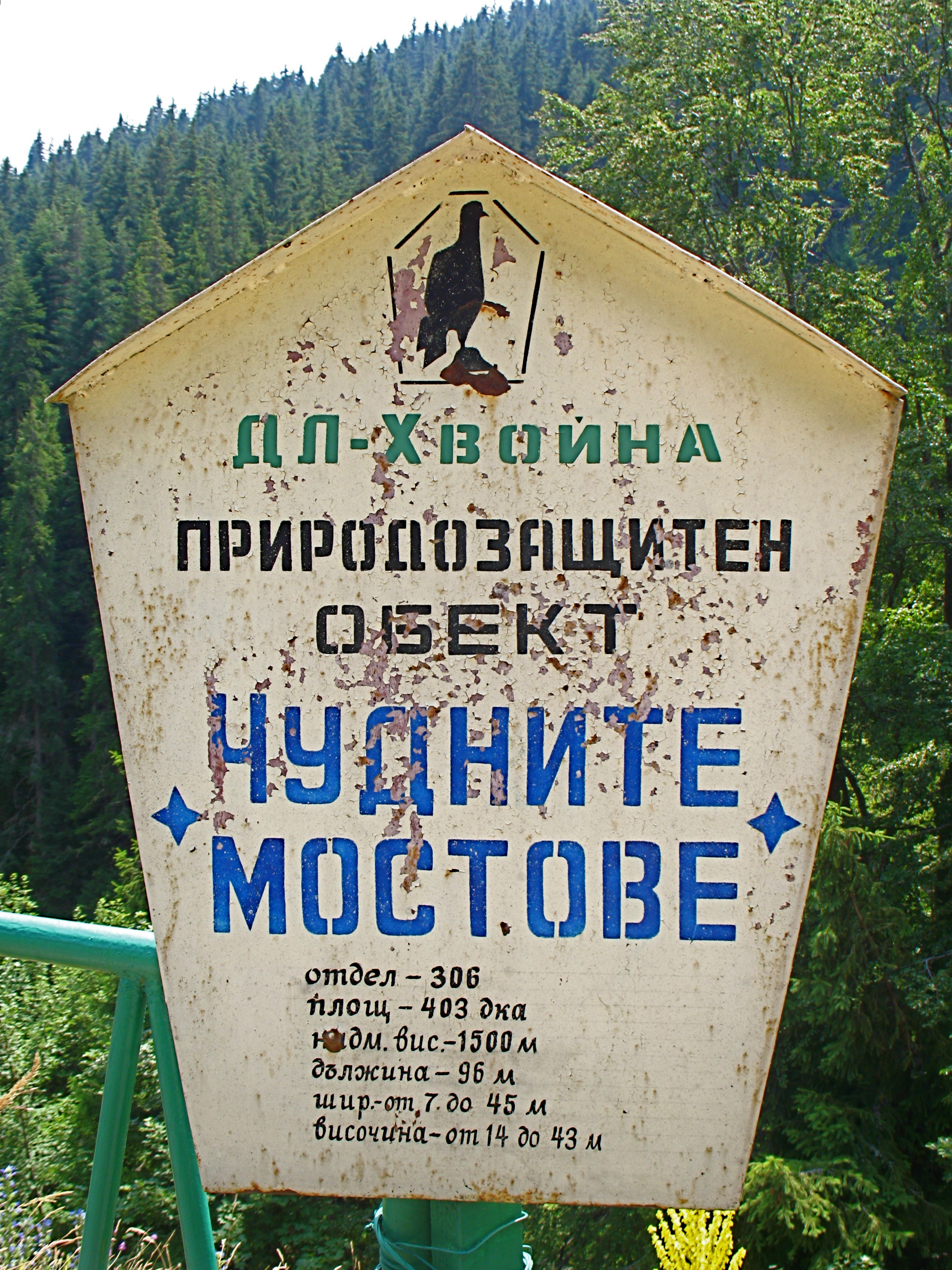
Чудові мости — знак про охорону пам'ятки.

## Використані джерела
1. http://igorzolotuha.blogspot.com/2015/12/blog-post_86.html [Архівовано 12 жовтня 2016 у Wayback Machine.]
2. http://www.nasamnatam.com/statia/Chudnite_mostove_edno_ot_nai_krasivite_prirodni_tvoreniia_v_Bylgariia-1778.html [Архівовано 6 квітня 2016 у Wayback Machine.]